# Sciomyza simplex
Sciomyza simplex är en tvåvingeart som beskrevs av Fallen 1820. Sciomyza simplex ingår i släktet Sciomyza och familjen kärrflugor. Arten är reproducerande i Sverige. Inga underarter finns listade i Catalogue of Life.